# Ellen Rocche
| Ellen Rocche | Ellen Rocche         |
| ------------ | -------------------- |
| Ellen Rocche |                      |
| Geburtsdatum | 19. Juli 1979        |
| Geburtsort   | São Paulo, Brasilien |
| Größe        | 176 cm               |
| Haarfarbe    | Blond                |
| Augenfarbe   | Blau                 |
| Maße         | 92-57-100 cm         |

Ellen Rocche (* 19. Juli 1979 in São Paulo) ist ein brasilianisches Model aus São Paulo. 

## Bekanntheit
Ellen Rocche ist in Brasilien berühmt, seitdem die Fernsehsendung „Which is Music“ von Sílvio Santos in SBT ausgestrahlt wurde. Sie ist auch bekannt durch die Ausgabe des Playboy im November 2001 und durch die Reality Show „House of the Artists 2“. Sie war auch schon in der Dream Girl Cam auf der Website von Venice Online. Weiterhin hat sie in Brasilien Lara Croft verkörpert, um Tomb Raider in Brasilien zu promoten.